# Lanke (Lankwitz)

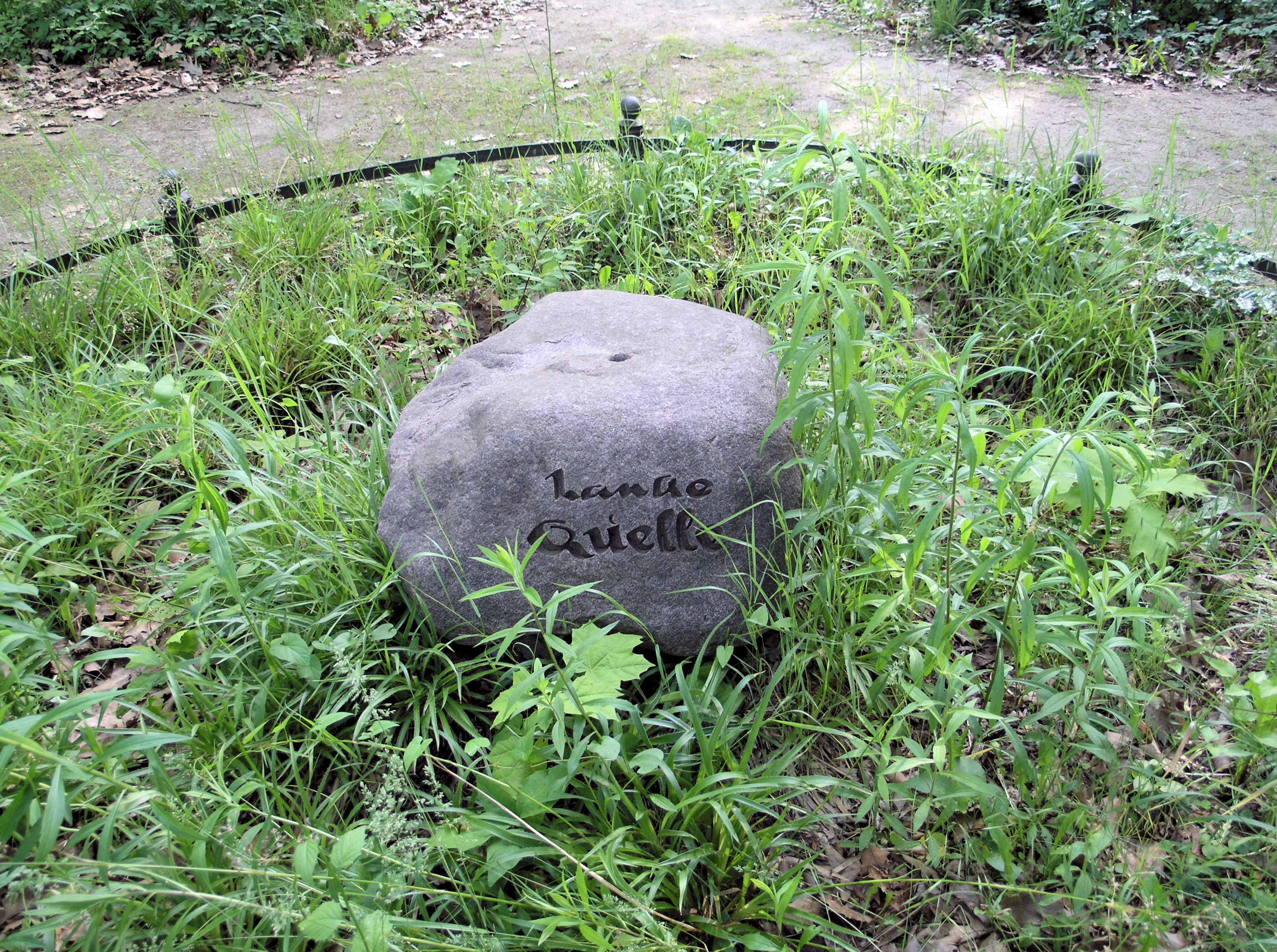
Findling an der Quelle der Lanke in Berlin-Lankwitz

Die Lanke war ein etwa drei Kilometer langer Bach im Berliner Ortsteil Lankwitz des Bezirks Steglitz-Zehlendorf.
Die Quelle der Lanke ist nicht versiegt. Ihr Wasser wird unterirdisch zum Hafen Lankwitz geleitet und fließt dort in den Teltowkanal.

## Bedeutung
Das Wort lanka kommt aus dem Polabischen und bedeutet Wiese oder Sumpf (vgl. polnisch łąka, sorbisch łuka), sh. auch Lanke (Toponym). Der Name Lankwitz geht aus dem slawischen Wort Lankowica hervor, was so viel wie Ort an der Uferaue bedeutet.

## Quelle
Die Lanke entsprang an der Ecke Charlotten-/Elisabethstraße, in der Grünanlage neben der Ratswaage Lankwitz. Die Quelle ist seit der 750-Jahr-Feier von Lankwitz im Jahr 1989 mit einem vom Bildhauer Franz Merk gestifteten Findling mit der Inschrift Lanke Quelle markiert (Lage).

## Bachlauf

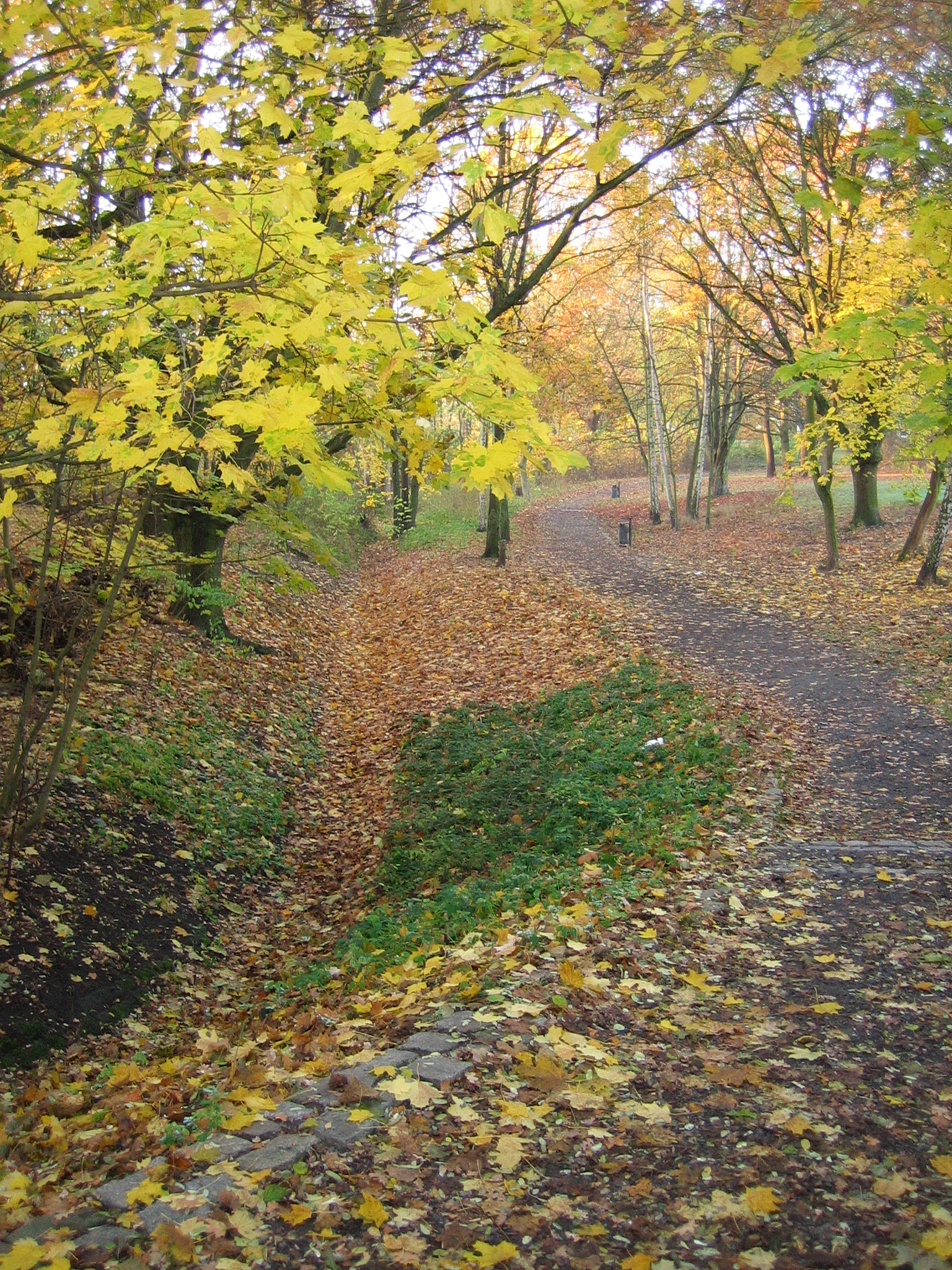
Hospitalgraben bei der Peter-Frankenfeld-Schule

Die Lanke als Wiesenbach mit ihren sumpfigen Ufern floss nach Norden, die Lankwitzer Elisabethstraße entlang, überquerte die Kaiser-Wilhelm-Straße an der Dreifaltigkeitskirche und erweiterte sich im Bereich der Mühlenstraße zu einem Teich, den die Bevölkerung Karpfenteich nannte. In einem östlichen Bogen umschloss sie das Dorf Lankwitz und mündete am alten Upstall in den Lankwitzer Hauptgraben (der 1906 im Teltowkanal aufging). Der Graben leitete das Wasser am morastigen Birkbusch (Birkbuschstraße) zur ehemaligen und gleichfalls weitgehend im Teltowkanal aufgegangenen Bäke, die das Wasser über den Griebnitzsee der Havel zuführte.
Im Gebiet zwischen Alt-Lankwitz, Wedellstraße, Kamenzer Damm, Malteserstraße und Mühlenstraße sind noch sichtbare Spuren des vormaligen Bachlaufs zu finden: der Hospitalgraben (Lage) und der Lankegraben mit dem Lankegrabenteich (Lage) im Verlauf. Ein durchgehender Bachlauf besteht nicht mehr.